# León Ávalos y Vez
León Ávalos y Vez (Atlixco, Puebla, 24 de janeiro de 1906 – 1991) foi um engenheiro mecânico mexicano. Foi diretor-geral fundador do Instituto Tecnológico e de Estudos Superiores de Monterrey (ITESM, 1943–1946) e diretor-geral da Escola Nacional de Engenharia Elétrica e Mecânica do Instituto Politécnico Nacional (IPN, 1943).
Filho de Ignacio Ávalos e Amalia Vez. Obteve um bacharelado em engenharia mecânica no Instituto Politécnico Nacional e um mestrado em engenharia mecânica no Instituto de Tecnologia de Massachusetts em 1929.

## Obras selecionadas
- Apuntes sobre generadores de vapor (1962).[2]